# Louis Rolland
Louis Rolland, född 13 mars 1711 i Lyon, död 1 juni 1791 i S:t Petersburg, var en fransk ornamentbildhuggare och ciselör.
Rolland tillhörde den grupp franska gesäller som François Menrad 1734 anlitade som medhjälpare vid utsmyckningen av Stockholms slott. Under ledning av Paul de Saint-Laurent skulpterade Rolland två stycken spegelramar för kungens och drottningens sovrum. Han utförde 1736 ett dörröverstycke till den kungliga sängkammaren. Det kraftiga dörröverstycket i livdrabantsalen med hjälmar, vapen och grenar utförde han 1745. Han lämnade Sverige 1746 och var därefter verksam med Peterhofs utsmyckning. Han utnämndes till professor i den ryska konstakademien 1766.